# Block booking

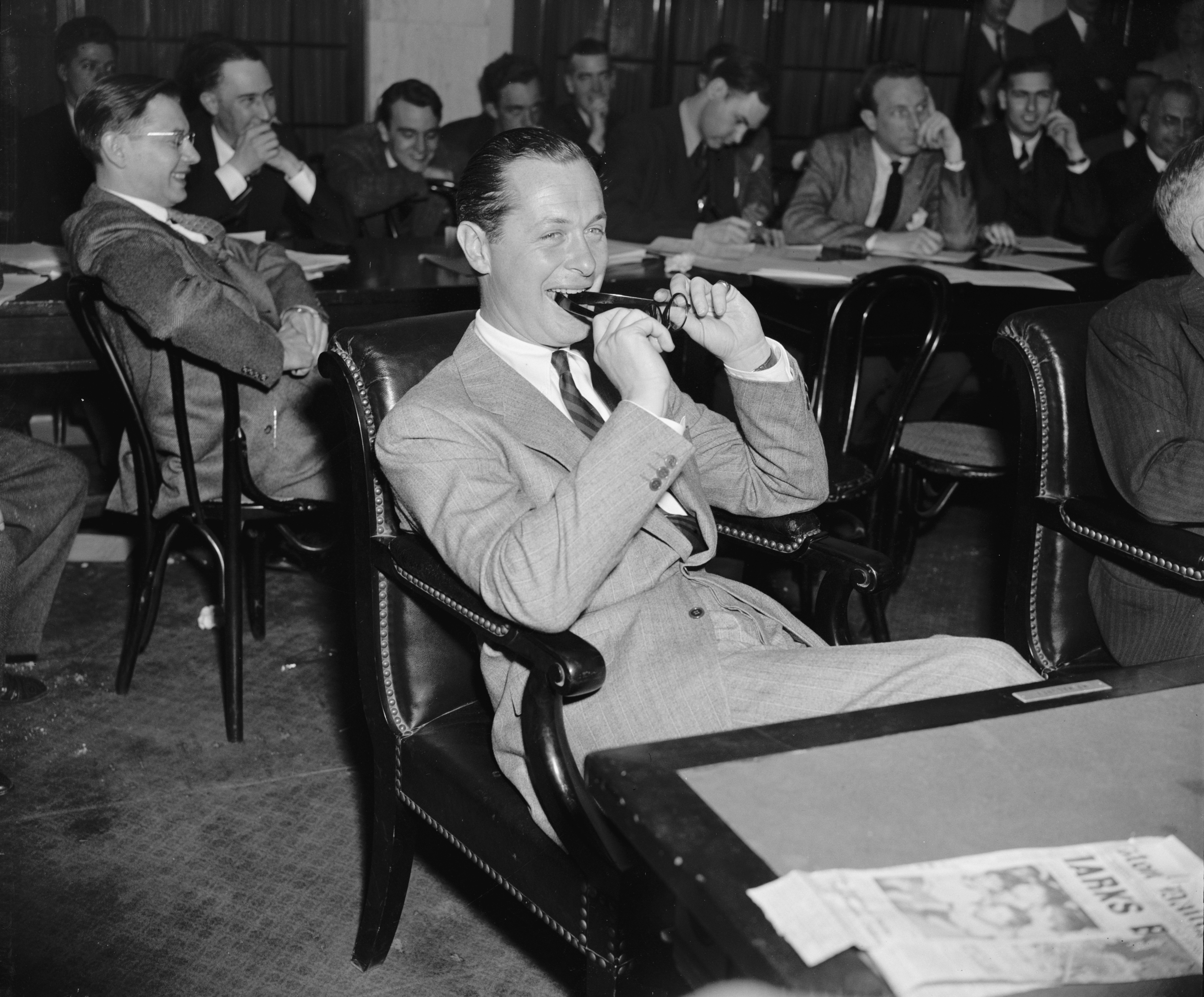
L'acteur et ancien président de la Screen Actors Guild; Robert Montgomery au Sénat à Washington D.C. exprimant son opposition à un projet de loi visant à interdire le Block booking en 1939.

Le Block booking (en français : « réservation en bloc ») est une technique de marketing inventée par les studios américains dans les années 1920 pour obliger les exploitants de salle de cinéma à louer les films par lot. Cette pratique prend fin en 1948 à la suite de plusieurs décisions de la Cour suprême des États-Unis.

## Décisions de la Cour suprême
En 1948, la pratique du Block booking est déclarée illégale à l'issue de deux décision de la Cour suprême.
Dans le premier cas qui concerne Paramount Pictures, la Cour suprême déclare que le Block booking « ajoute au monopole d'une seule licence détenues par les exploitants
une autre licence supplémentaire ». Dans le second cas, celui de Loews, elle affirme « qu'un distributeur ne peut pas utiliser la puissance commerciale conférée par les droits d'un film "désiré" pour forcer les exploitants à obtenir la licence d'un deuxième film "non désiré" ».